# Rudolf E. Kaiser
Rudolf Ernst Kaiser (* 12. Februar 1930 in Teplitz-Schönau, Tschechoslowakei; † 6. August 2021 in Bad Dürkheim) war ein deutscher analytischer Chemiker sowie Gründer und Leiter des Instituts für Chromatographie in Bad Dürkheim.

## Leben
Kaiser absolvierte im Jahre 1954 ein Chemiestudium an der Technischen Hochschule Dresden und der Universität Leipzig mit Abschluss zum Dr. rer. nat. Nachdem er an der Deutschen Akademie der Wissenschaften die Abteilung Trenntechniken übertragen bekommen hatte, zog er es dennoch vor, 1960 die DDR zu verlassen und in der BRD beruflich neu zu beginnen. Er trat in die BASF in Ludwigshafen ein und baute dort besonders die Gaschromatographie als Trennverfahren der analytischen Chemie aus. Während seiner Aufbauarbeit etablierte Kaiser die Kapillar-Gaschromatographie. Zur weiteren Erforschung analytischer Trenntechniken gründete er im Jahr 1972 das Institut für Chromatographie in Bad Dürkheim, das er auch leitete.
Kaiser erhielt eine Professur von der LAMAR-Universität in Beaumont, Texas, USA.
Rudolf E. Kaiser war in zweiter Ehe mit Olga Kaiser verheiratet, mit der er gemeinsam das Institut für Chromatographie führte.

## Institut für Chromatographie
Ein Schwerpunkt von Forschung und Lehre im Institut liegt auf der Entdeckung und Reduzierung systematischer Fehler.
Ein Anliegen ist auch die Umweltfreundlichkeit der benutzten Analysenmethoden, etwa durch Vermeidung schädlicher Lösungsmittel.

## Publikationen
- Chromatographie in der Gasphase, Bd. 2 Kapillar-Chromatographie. R. E. Kaiser – Mannheim, Bibliographisches Institut, 1975.
- Trenncassetten in der Gas-Chromatographie – Bad Dürkheim: Institut für Chromatographie, 1975.
- Proceedings of the Fourth International Symposium on Capillary Chromatography 1981 Hindelang. Hrsg. R. E. Kaiser – Heidelberg: Hüthig, 1981.
- Optimierung in der HPLC. R. E. Kaiser (Richtig bewerten), E. Oelrich (Trenncassetten für die HPLC) – Heidelberg, Hüthig, 1979 (EN: 1981).
- Einführung in die Hochleistungs-Dünnschicht-Chromatographie, HPDC. Hrsg. R. E. Kaiser – Bad Dürkheim: Institut für Chromatographie, 1976.
- Einführung in die HPPLC (Hochdruck-Planar-Flüssig-Chromatographie) – Heidelberg: Hüthig, 1987.
- Einführung in die Varianzanalyse und Ringversuche. Günter Gottschalk, R. E. Kaiser – Mannheim: Bibliographisches Institut, 1976.
- Elementare Tests zur Beurteilung von Messdaten – Mannheim: Bibliographisches Institut, 1983.

## Zeitschriften
Kaiser begründete bzw. war bei der Gründung folgender Fachzeitschriften beteiligt:
- Chromatographia (seit 1968), jetzt: Vieweg+Teubner Verlag, Wiesbaden.
- Journal of High Resolution Chromatography and Chromatography Communication (seit 1978), jetzt: Journal of Separation Science, Wiley-VCH Verlag, Weinheim.
- Journal of Planar Chromatography (seit 1988), jetzt JPC (Modern TLC), Akadémiai Kiadó, Budapest.

## Symposien
R. E. Kaiser initiierte folgende Serien von Symposien:
- International Symposium on Capillary Chromatography (seit 1975, zuerst in Hindelang, jetzt in Riva del Garda).
- International Symposium on Planar Chromatography (seit 1980, zuerst in Bad Dürkheim, jetzt in Budapest).
- International Symposium on Chromatography and Spectroscopy in Environmental Analysis (seit 1994 in St. Petersburg).

## Auszeichnungen
- 1978 Tswett Medaille der Sowjetischen Akademie der Wissenschaften, Moskau, UdSSR.
- 1988 Goldmedaille der Chinesischen Akademie der Wissenschaften, Beijing, China.
- 1989 Archer J. P. Martin Award, Brighton, UK.
- 1989 Marcel Golay Award, Riva del Garda, Italien.
- 1995 Tswett Medaille der Chromatographischen Gesellschaft von Russland.
- 1996 Bundesverdienstkreuz 1. Klasse der Bundesrepublik Deutschland für Verdienste in der Umweltanalytik und bei internationalen wissenschaftlichen Kontakten.
- 2010 Clemens-Winkler-Medaille der Fachgruppe Analytische Chemie der Gesellschaft Deutscher Chemiker (GDCh).